# 陀螺

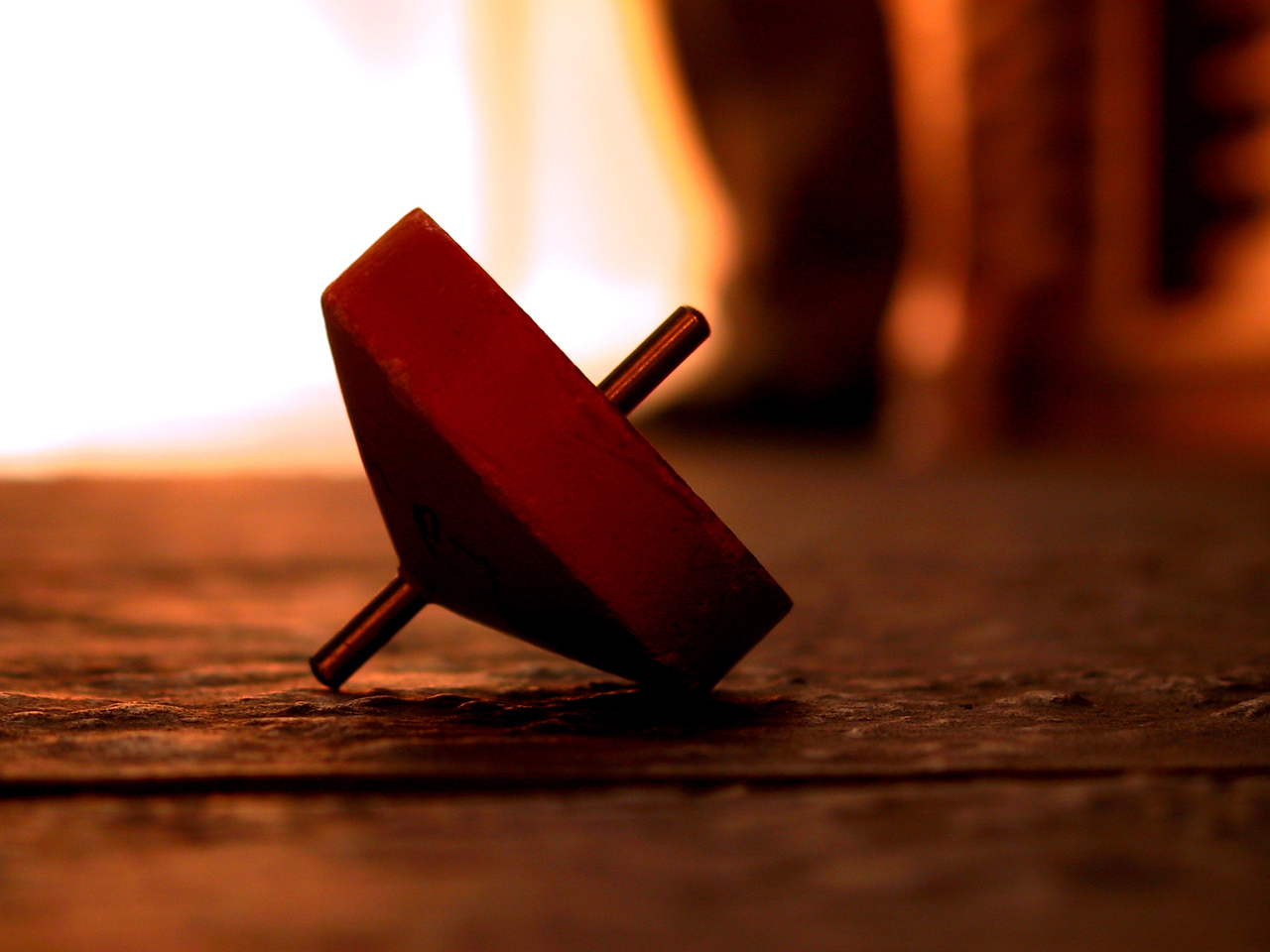
日本陀螺

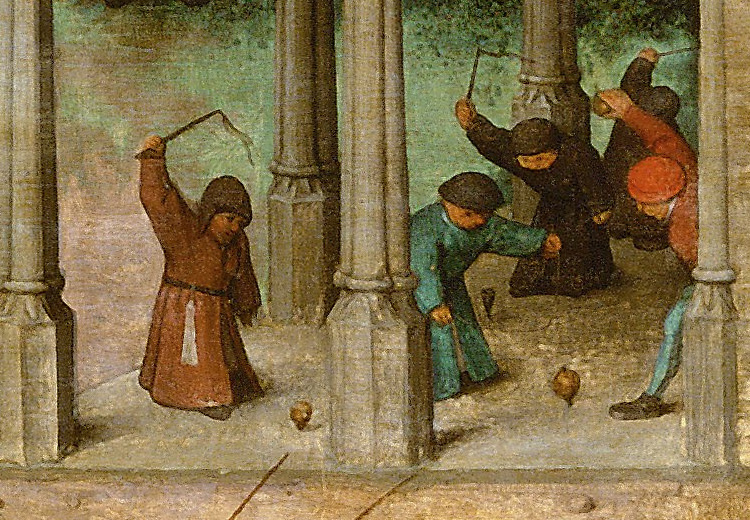
抽陀螺（出自1560年的油画《兒童遊戲 (畫)》）

陀螺或旋轉陀螺是一種玩具。它可以繞著中心軸旋轉，平衡於陀螺尖端的一點。陀螺是在許多考古遺跡裏最古老的、可被鑑定的玩具之一。自古以來，陀螺也時常被當做賭博與預言的工具之一。有些桌上角色扮演遊戲仍舊用陀螺來製造亂數。使用同樣的道理，也可以使圖釘旋轉。
陀螺的旋轉功能是依靠著陀螺儀原理，將細線緊繞在陀螺的圓柱部位，用力拉甩在地上。大多時候，陀螺會先不穩定的搖晃在地面上，直到陀螺尖將陀螺撐起立直。經過直立的旋轉了一段時間，陀螺的角動量會因为摩擦力和空气阻力的影响漸漸地減小，導致越加明顯的進動現象，終於在最後激烈的翻跳後，倒落於地上。

## 香菇陀螺
香菇陀螺只要用手指轉動香菇陀螺，倒立圓圓的香菇頭，就會慢慢站立起來。 

香菇陀螺的旋转

## 參閱
- 戰鬥陀螺鋼鐵奇兵
- 陀螺儀
- 回旋陀螺
- 指尖陀螺，名為陀螺，但沒有尖端，是用手指旋轉的玩具。

## 链接
香菇陀螺 （页面存档备份，存于）